# Seniorat
Seniorat är ett slags majorat, där den äldste i hela släkten tillträder arvet. Majorat är i vidsträcktare bemärkelse den arvföljd enligt vilken viss egendom eller rättighet odelad tillfaller enbart en  person, som bestämms endast genom den högre åldern eller i förbindelse med någon annan omständighet. 

## Seniorat i Polen
Seniorat kallas den styrelseform som etablerades i Polen under huset Piast genom Boleslav III:s testamente och som trädde i kraft 1139, efter hans död. Den gällde fram till återupprättandet av kungavärdigheten 1320.
Senioratsprincipen, som den var utarbetad i testamentet, innebar att den äldste medlemmen av dynastin (senioren, även kallad Princeps eller storhertig, överherren) skulle ha överhöghet över de övriga (som bar titeln Dux, hertig). Han skulle också styra senioratsprovinsen (sammansatt av framför allt Lillpolen, östra Storpolen och västra Kujavien) med Kraków (kungariket Polens huvudstad) som huvudstad. Seniorens prerogativ inkluderade också kontroll över Pommern som län. Senioren hade till uppgift att försvara gränserna och hade därför rätt att hålla trupper i den övriga hertigarnas provinser, han skulle sköta utrikespolitiken, hålla uppsikt över prästerskapet (vilket medförde rätt att nominera biskopar och ärkebiskopar), samt myntningsprivilegiet.